# Middleton (Tennessee)
Middleton és una població dels Estats Units a l'estat de Tennessee. Segons el cens del 2000 tenia 602 habitants.

## Demografia
Segons el cens del 2000, Middleton tenia 602 habitants, 259 habitatges, i 171 famílies. La densitat de població era de 126,3 habitants/km².
Dels 259 habitatges en un 31,3% hi vivien nens de menys de 18 anys, en un 50,2% hi vivien parelles casades, en un 13,9% dones solteres, i en un 33,6% no eren unitats familiars. En el 31,3% dels habitatges hi vivien persones soles el 14,7% de les quals corresponia a persones de 65 anys o més que vivien soles. El nombre mitjà de persones vivint en cada habitatge era de 2,27 i el nombre mitjà de persones que vivien en cada família era de 2,84.
Per edats la població es repartia de la següent manera: un 23,4% tenia menys de 18 anys, un 8,6% entre 18 i 24, un 23,6% entre 25 i 44, un 24,4% de 45 a 60 i un 19,9% 65 anys o més.
L'edat mediana era de 41 anys. Per cada 100 dones de 18 o més anys hi havia 79,4 homes.
La renda mediana per habitatge era de 30.385 $ i la renda mediana per família de 39.063 $. Els homes tenien una renda mediana de 31.094 $ mentre que les dones 21.250 $. La renda per capita de la població era de 15.616 $. Entorn del 8,3% de les famílies i el 14,3% de la població estaven per davall del llindar de pobresa.

## Poblacions més properes
El següent diagrama mostra les poblacions més properes.